# Élections présidentielles sous la Cinquième République en Moselle
Depuis l'adoption de la Constitution de la Cinquième République française en 1958, dix élections présidentielles ont eu lieu afin d'élire le président de la République. Cette page présente les résultats de ces élections en Moselle.

## Synthèse des résultats du second tour
La Moselle vote en général plus à droite que la France. C'est en particulier le cas en 1981 et 2012 où le département a placé en tête respectivement Valéry Giscard d'Estaing (51,05 %) et Nicolas Sarkozy (53,5 %) alors qu'au niveau national ont été élus François Mitterrand (51,76 %) et François Hollande (51,64 %). En 2017, Emmanuel Macron obtient 8,5 points de moins qu'au niveau national.
En 2022, Marine Le Pen frôle la barre des 50% en atteignant le score de 49,54%.
| année | Répartition des exprimés | Répartition des exprimés | Participation (% des inscrits) | Blancs ou nuls (% des votants) |

| 2022 | Emmanuel Macron (50,46 %) (France : 58,55 %) | Marine Le Pen (49,54 %) (France : 41,45 %) | 71,47 % (France : 77,77 %) | 7,26 % (France : 6,23 %) |

| 2017 | Emmanuel Macron (57,66 %) (France : 66,10 %) | Marine Le Pen (42,34 %) (France : 33,90 %) | 73,15 % (France : 77,77 %) | 1,94 % (France : 2,47 %) |

| 2012 | François Hollande (46,5 %) (France : 51,64 %) | Nicolas Sarkozy (53,5 %) (France : 48,36 %) | 78,15 % (France : 80,35 %) | 1,83 % (France : 5,82 %) |

| 2007 | Nicolas Sarkozy (56,56 %) (France : 53,06 %) | Ségolène Royal (43,44 %) (France : 46,94 %) | 82,14 % (France : 83,97 %) | 1,48 % (France : 4,20 %) |

| 2002 | Jacques Chirac (78,11 %) (France : 82,21 %) | J.-M. Le Pen (21,89 %) (France : 17,79 %) | 68,95 % (France : 79,71 %) | 3,59 % (France : 3,38 %) |

| 1995 | Jacques Chirac (51,3 %) (France : 52,64 %) | Lionel Jospin (48,7 %) (France : 47,36 %) | 78,3 % (France : 78,38 %) | 2,88 % (France : 2,81 %) |

| 1988 | François Mitterrand (55,66 %) (France : 54,02 %) | Jacques Chirac (44,34 %) (France : 45,98 % %) | 82,18 % (France : 81,35 %) | 2,13 % (France : 2,00 %) |

| 1981 | François Mitterrand (48,95 %) (France : 51,76 %) | Valéry Giscard d'Estaing (51,05 %) (France : 48,24 %) | 81,4 % (France : 81,09 %) | 1,85 % (France : 1,62 %) |

| 1974 | Valéry Giscard d'Estaing (53,98 %) (France : 50,81 %) | François Mitterrand (46,02 %) (France : 49,19 %) | 84,75 % (France : 84,23 %) | 1,28 % (France : 0,92 %) |

| 1969 | Georges Pompidou (60,57 %) (France : 58,21 %) | Alain Poher (39,43 %) (France : 41,79 %) | 76,72 % (France : 77,59 %) | 2,07 % (France : 1,29 %) |

| 1965 | Charles de Gaulle (71,79 %) (France : 55,20 %) | François Mitterrand (28,21 %) (France : 44,80 %) | 86,39 % (France : 84,75 %) | 1,04 % (France : 1,01 %) |

|  | ▲ |

## Résultats détaillés par scrutin

### 2022
Arrivé en tête du premier tour, le président sortant Emmanuel Macron (27,85 %) affronte Marine Le Pen (23,15 %), un duel identique à celui du scrutin de 2017. C'est la deuxième fois qu'un second tour opposant les mêmes candidats à deux scrutins présidentiels consécutifs a lieu après ceux où se sont affrontés Valéry Giscard d'Estaing et François Mitterrand en 1974 et 1981.
En troisième position avec 21,95 % des voix, Jean-Luc Mélenchon réalise le score le plus élevé de ses trois candidatures et arrive largement en tête de la gauche, mais échoue à accéder au second tour, avec environ 400 000 voix de moins que Marine Le Pen.
Une nouvelle fois, les partis politiques traditionnels sont absents du second tour, dans des proportions encore plus importantes que lors de la précédente élection. Le Parti socialiste et Les Républicains, représentés respectivement par Anne Hidalgo et Valérie Pécresse, s'effondrent avec des scores historiquement faibles et n'atteignent pas le seuil des 5 %, condition permettant d'être remboursé des frais de campagne.
Le second tour voit Emmanuel Macron l'emporter par 58,55 % des suffrages exprimés, permettant ainsi au président sortant d'entamer un second mandat. Le septennat ayant été aboli en 2000, il devient ainsi le premier président de la République française à être réélu pour un deuxième quinquennat, le deuxième président de la Cinquième République réélu hors période de cohabitation et le quatrième président de la Cinquième République réélu.
En Moselle, Marine Le Pen arrive en tête du premier tour avec 30,37% des exprimés, suivie de Emmanuel Macron (26,01%), Jean-Luc Mélenchon (19,10%) et Éric Zemmour (7,51%). Au second tour, les électeurs ont voté à 50,46% pour Emmanuel Macron contre 49,54% pour Marine Le Pen avec un taux de participation de 71,47% des inscrits.
| Candidats                | Candidats                | Partis                   | Premier tour | Premier tour | Second tour | Second tour |
| Candidats                | Candidats                | Partis                   | Voix         | %            | Voix        | %           |
| ------------------------ | ------------------------ | ------------------------ | ------------ | ------------ | ----------- | ----------- |
|                          | Marine Le Pen            | RN                       | 159 254      | 30,37        | 244 993     | 49,54       |
|                          | Emmanuel Macron          | LREM                     | 136 366      | 26,01        | 249 556     | 50,46       |
|                          | Jean-Luc Mélenchon       | LFI                      | 100 159      | 19,10        |             |             |
|                          | Éric Zemmour             | REC                      | 39 369       | 7,51         |             |             |
|                          | Valérie Pécresse         | LR                       | 19 300       | 3,68         |             |             |
|                          | Yannick Jadot            | EELV                     | 18 931       | 3,61         |             |             |
|                          | Jean Lassalle            | RES                      | 14 163       | 2,70         |             |             |
|                          | Nicolas Dupont-Aignan    | DLF                      | 12 651       | 2,41         |             |             |
|                          | Fabien Roussel           | PCF                      | 8 750        | 1,67         |             |             |
|                          | Anne Hidalgo             | PS                       | 7 534        | 1,44         |             |             |
|                          | Philippe Poutou          | NPA                      | 4 343        | 0,83         |             |             |
|                          | Nathalie Arthaud         | LO                       | 3 499        | 0,67         |             |             |
|                          |                          |                          |              |              |             |             |
| Votes valides            | Votes valides            | Votes valides            | 524 319      | 97,89        | 494 549     | 92,74       |
| Votes blancs             | Votes blancs             | Votes blancs             | 7 943        | 1,48         | 30 064      | 5,64        |
| Votes nuls               | Votes nuls               | Votes nuls               | 3 353        | 0,63         | 8 652       | 1,62        |
| Total                    | Total                    | Total                    | 535 615      | 100          | 533 265     | 100         |
| Abstention               | Abstention               | Abstention               | 210 299      | 28,19        | 212 582     | 28,53       |
| Inscrits / participation | Inscrits / participation | Inscrits / participation | 745 914      | 71,81        | 746 147     | 71,47       |

### 2017
Le premier tour de l'élection présidentielle de 2017 voit s'affronter onze candidats. Emmanuel Macron arrive en tête devant Marine Le Pen et tous deux se qualifient pour le second tour. Néanmoins, avec François Fillon et Jean-Luc Mélenchon, les scores des quatre candidats ayant recueilli le plus de voix sont serrés (4,43 points entre le 1er et le 4e). Pour la première fois, aucun des candidats des deux partis politiques pourvoyeurs jusque-là des présidents de la Ve République, n'est présent au second tour. Celui-ci se tient le dimanche 7 mai et se solde par la victoire d'Emmanuel Macron, avec un total de 20 753 798 bulletins de vote en sa faveur, soit 66,10 % des suffrages exprimés, face à la candidate du Front national, qui recueille 33,90 %. Le scrutin est néanmoins marqué par une forte abstention et par un record de votes blancs ou nuls.
En Moselle, Marine Le Pen arrive en tête du premier tour avec 28,35 % des exprimés, suivie de Emmanuel Macron (21,05 %), Jean-Luc Mélenchon (17,9 %), François Fillon (17,17 %) et Nicolas Dupont-Aignan (5,82 %). Au second tour, les électeurs ont voté à 57,66 % pour Emmanuel Macron contre 42,34 % pour Marine Le Pen avec un taux de participation de 73,15 % des inscrits.
|             | FN          | Marine Le Pen         | 158 542 | 28,35 %    | 207 597 | 42,34 %    |  |  |
|             | EM          | Emmanuel Macron       | 117 738 | 21,05 %    | 282 717 | 57,66 %    |  |  |
|             | LFi         | Jean-Luc Mélenchon    | 100 118 | 17,9 %     |         |            |  |  |
|             | LR          | François Fillon       | 96 003  | 17,17 %    |         |            |  |  |
|             | DlF         | Nicolas Dupont-Aignan | 32 525  | 5,82 %     |         |            |  |  |
|             | PS          | Benoît Hamon          | 29 480  | 5,27 %     |         |            |  |  |
|             | NPA         | Philippe Poutou       | 6 975   | 1,25 %     |         |            |  |  |
|             | UPR         | François Asselineau   | 5 977   | 1,07 %     |         |            |  |  |
|             | RES         | Jean Lassalle         | 5 763   | 1,03 %     |         |            |  |  |
|             | LO          | Nathalie Arthaud      | 4 929   | 0,88 %     |         |            |  |  |
|             | SeP         | Jacques Cheminade     | 1 167   | 0,21 %     |         |            |  |  |
|             |             |                       |         |            |         |            |  |  |
|             |             |                       | Nombre  | % inscrits | Nombre  | % inscrits |  |  |
| Inscrits    | Inscrits    | Inscrits              | 751 271 |            | 751 246 |            |  |  |
| Abstentions | Abstentions | Abstentions           | 177 500 | 23,63 %    | 201 732 | 26,85 %    |  |  |
| Votants     | Votants     | Votants               | 573 771 | 76,37 %    | 549 514 | 73,15 %    |  |  |
|             |             |                       |         |            |         |            |  |  |
|             |             |                       |         | % votants  |         | % votants  |  |  |
| Blancs      | Blancs      | Blancs                | 11 251  | 1,5 %      | 46 637  | 6,21 %     |  |  |
| Nuls        | Nuls        | Nuls                  | 3 303   | 0,44 %     | 12 563  | 1,67 %     |  |  |
| Exprimés    | Exprimés    | Exprimés              | 559 217 | 74,44 %    | 490 314 | 65,27 %    |  |  |

### 2012
Hollande, désigné par le PS à la suite d'une primaire ouverte, devance Sarkozy dès le premier tour de l'élection présidentielle de 2012 : c'est la première fois qu'un président sortant est ainsi devancé. Au second tour, Sarkozy est battu mais par un écart plus faible qu'attendu.
En Moselle, Nicolas Sarkozy arrive en tête du premier tour avec 25,93 % des exprimés, suivi de Marine Le Pen (24,73 %), François Fillon (24,53 %), Jean-Luc Mélenchon (9,52 %) et François Bayrou (9,29 %). Au second tour, les électeurs ont voté à 46,5 % pour François Hollande contre 53,5 % pour Nicolas Sarkozy avec un taux de participation de 78,1 % des inscrits.
|                | UMP            | Nicolas Sarkozy       | 148 328 | 25,93 %    | 291 368 | 53,5 %     |  |  |
|                | FN             | Marine Le Pen         | 141 477 | 24,73 %    |         |            |  |  |
|                | PS             | François Hollande     | 140 323 | 24,53 %    | 253 281 | 46,5 %     |  |  |
|                | FG             | Jean-Luc Mélenchon    | 54 455  | 9,52 %     |         |            |  |  |
|                | MoDem          | François Bayrou       | 53 160  | 9,29 %     |         |            |  |  |
|                | DLF            | Nicolas Dupont-Aignan | 10 658  | 1,86 %     |         |            |  |  |
|                | EELV           | Éva Joly              | 9 875   | 1,73 %     |         |            |  |  |
|                | NPA            | Philippe Poutou       | 7 924   | 1,39 %     |         |            |  |  |
|                | LO             | Nathalie Arthaud      | 4 350   | 0,76 %     |         |            |  |  |
|                | S&P            | Jacques Cheminade     | 1 522   | 0,27 %     |         |            |  |  |
|                |                |                       |         |            |         |            |  |  |
|                |                |                       | Nombre  | % inscrits | Nombre  | % inscrits |  |  |
| Inscrits       | Inscrits       | Inscrits              | 745 678 |            | 745 761 |            |  |  |
| Abstentions    | Abstentions    | Abstentions           | 162 948 | 21,85 %    | 163 291 | 21,9 %     |  |  |
| Votants        | Votants        | Votants               | 582 730 | 78,15 %    | 582 470 | 78,1 %     |  |  |
|                |                |                       |         |            |         |            |  |  |
|                |                |                       |         | % votants  |         | % votants  |  |  |
| Blancs ou nuls | Blancs ou nuls | Blancs ou nuls        | 10 658  | 1,83 %     | 37 821  | 6,49 %     |  |  |
| Exprimés       | Exprimés       | Exprimés              | 572 072 | 98,17 %    | 544 649 | 98,17 %    |  |  |

### 2007
Au premier tour de l'élection présidentielle de 2007, Sarkozy réussit à capter une partie des voix de Le Pen et arrive largement en tête. Royal est la première femme qualifiée pour le second tour d'une élection présidentielle. Elle est battue avec une avance de 6 points.
En Moselle, Nicolas Sarkozy arrive en tête du premier tour avec 30,57 % des exprimés, suivi de Ségolène Royal (22,08 %), François Bayrou (18,82 %), Jean-Marie Le Pen (14,81 %) et Olivier Besancenot (5,19 %). Au second tour, les électeurs ont voté à 56,56 % pour Nicolas Sarkozy contre 43,44 % pour Ségolène Royal avec un taux de participation de 81,57 % des inscrits.
|                | UMP            | Nicolas Sarkozy      | 182 782 | 30,57 %    | 325 371 | 56,56 %    |  |  |
|                | PS             | Ségolène Royal       | 132 024 | 22,08 %    | 249 859 | 43,44 %    |  |  |
|                | UDF            | François Bayrou      | 112 502 | 18,82 %    |         |            |  |  |
|                | FN             | Jean-Marie Le Pen    | 88 556  | 14,81 %    |         |            |  |  |
|                | LCR            | Olivier Besancenot   | 31 061  | 5,19 %     |         |            |  |  |
|                | MPF            | Philippe de Villiers | 12 070  | 2,02 %     |         |            |  |  |
|                | LO             | Arlette Laguiller    | 11 490  | 1,92 %     |         |            |  |  |
|                | Les Verts      | Dominique Voynet     | 9 521   | 1,59 %     |         |            |  |  |
|                | GPA            | Marie-George Buffet  | 6 500   | 1,09 %     |         |            |  |  |
|                | SE             | José Bové            | 6 301   | 1,05 %     |         |            |  |  |
|                | CPNT           | Frédéric Nihous      | 3 438   | 0,57 %     |         |            |  |  |
|                | CNRSP          | Gérard Schivardi     | 1 686   | 0,28 %     |         |            |  |  |
|                |                |                      |         |            |         |            |  |  |
|                |                |                      | Nombre  | % inscrits | Nombre  | % inscrits |  |  |
| Inscrits       | Inscrits       | Inscrits             | 738 889 |            | 738 923 |            |  |  |
| Abstentions    | Abstentions    | Abstentions          | 131 991 | 17,86 %    | 136 193 | 18,43 %    |  |  |
| Votants        | Votants        | Votants              | 606 898 | 82,14 %    | 602 730 | 81,57 %    |  |  |
|                |                |                      |         |            |         |            |  |  |
|                |                |                      |         | % votants  |         | % votants  |  |  |
| Blancs ou nuls | Blancs ou nuls | Blancs ou nuls       | 8 967   | 1,48 %     | 27 500  | 4,56 %     |  |  |
| Exprimés       | Exprimés       | Exprimés             | 597 931 | 98,52 %    | 575 230 | 95,44 %    |  |  |

### 2002
Après cinq années de cohabitation, un duel est attendu entre Chirac et le Premier ministre Jospin lors de l'élection présidentielle de 2002, mais, à la surprise générale, ce dernier est devancé par Le Pen au premier tour. Au second tour, Chirac bénéficie du ralliement de la gauche et reçoit un score sans précédent. Il s'agit de la première élection pour un mandat de cinq ans et non plus sept.
En Moselle, Jean-Marie  Le Pen arrive en tête du premier tour avec 23,67 % des exprimés, suivi de Jacques  Chirac (18,99 %), Lionel  Jospin (14,49 %), Arlette Laguiller (7,06 %) et François Bayrou (6,53 %). Au second tour, les électeurs ont voté à 78,11 % pour Jacques  Chirac contre 21,89 % pour Jean-Marie  Le Pen avec un taux de participation de 77,65 % des inscrits.
|                | FN             | Jean-Marie Le Pen       | 112 092 | 23,67 %    | 114 584 | 21,89 %    |  |  |
|                | RPR            | Jacques Chirac          | 89 936  | 18,99 %    | 408 858 | 78,11 %    |  |  |
|                | PS             | Lionel Jospin           | 68 611  | 14,49 %    |         |            |  |  |
|                | LO             | Arlette Laguiller       | 33 421  | 7,06 %     |         |            |  |  |
|                | UDF            | François Bayrou         | 30 906  | 6,53 %     |         |            |  |  |
|                | Les Verts      | Noël Mamère             | 24 762  | 5,23 %     |         |            |  |  |
|                | MC             | Jean-Pierre Chevènement | 21 671  | 4,58 %     |         |            |  |  |
|                | LCR            | Olivier Besancenot      | 20 379  | 4,3 %      |         |            |  |  |
|                | MNR            | Bruno Mégret            | 16 022  | 3,38 %     |         |            |  |  |
|                | DL             | Alain Madelin           | 15 504  | 3,27 %     |         |            |  |  |
|                | PC             | Robert Hue              | 10 061  | 2,12 %     |         |            |  |  |
|                | Cap21          | Corinne Lepage          | 8 047   | 1,7 %      |         |            |  |  |
|                | PRG            | Christiane Taubira      | 7 271   | 1,54 %     |         |            |  |  |
|                | CPNT           | Jean Saint-Josse        | 6 261   | 1,32 %     |         |            |  |  |
|                | FRS            | Christine Boutin        | 5 739   | 1,21 %     |         |            |  |  |
|                | PT             | Daniel Gluckstein       | 2 823   | 0,6 %      |         |            |  |  |
|                |                |                         |         |            |         |            |  |  |
|                |                |                         | Nombre  | % inscrits | Nombre  | % inscrits |  |  |
| Inscrits       | Inscrits       | Inscrits                | 712 299 |            | 712 208 |            |  |  |
| Abstentions    | Abstentions    | Abstentions             | 221 182 | 31,05 %    | 159 158 | 22,35 %    |  |  |
| Votants        | Votants        | Votants                 | 491 117 | 68,95 %    | 553 050 | 77,65 %    |  |  |
|                |                |                         |         |            |         |            |  |  |
|                |                |                         |         | % votants  |         | % votants  |  |  |
| Blancs ou nuls | Blancs ou nuls | Blancs ou nuls          | 17 611  | 3,59 %     | 29 608  | 5,35 %     |  |  |
| Exprimés       | Exprimés       | Exprimés                | 473 506 | 96,41 %    | 523 442 | 94,65 %    |  |  |

### 1995
Après une nouvelle cohabitation et alors que la droite est particulièrement divisée entre Chirac et le Premier ministre Balladur, Jospin réussit à arriver en tête au premier tour de l'élection présidentielle de 1995, malgré la très lourde défaite de la gauche aux législatives de 1993. Au second tour, il est battu par Chirac.
En Moselle, Jean-Marie Le Pen arrive en tête du premier tour avec 23,82 % des exprimés, suivi d'Édouard Balladur (20,47 %), Lionel Jospin (19,4 %), Jacques Chirac (17,18 %) et Arlette Laguiller (6,43 %). Au second tour, les électeurs ont voté à 51,3 % pour Jacques Chirac contre 48,7 % pour Lionel Jospin avec un taux de participation de 78,2 % des inscrits.
|                | FN             | Jean-Marie Le Pen    | 125 065 | 23,82 %    |         |            |  |  |
|                | RPR            | Édouard Balladur     | 107 475 | 20,47 %    |         |            |  |  |
|                | PS             | Lionel Jospin        | 101 858 | 19,4 %     | 243 177 | 48,7 %     |  |  |
|                | RPR            | Jacques Chirac       | 90 174  | 17,18 %    | 256 147 | 51,3 %     |  |  |
|                | LO             | Arlette Laguiller    | 33 762  | 6,43 %     |         |            |  |  |
|                | PC             | Robert Hue           | 30 091  | 5,73 %     |         |            |  |  |
|                | MPF            | Philippe de Villiers | 18 763  | 3,57 %     |         |            |  |  |
|                | Les Verts      | Dominique Voynet     | 16 295  | 3,1 %      |         |            |  |  |
|                | S&P            | Jacques Cheminade    | 1 516   | 0,29 %     |         |            |  |  |
|                |                |                      |         |            |         |            |  |  |
|                |                |                      | Nombre  | % inscrits | Nombre  | % inscrits |  |  |
| Inscrits       | Inscrits       | Inscrits             | 690 316 |            | 690 103 |            |  |  |
| Abstentions    | Abstentions    | Abstentions          | 149 769 | 21,7 %     | 150 464 | 21,8 %     |  |  |
| Votants        | Votants        | Votants              | 540 547 | 78,3 %     | 539 639 | 78,2 %     |  |  |
|                |                |                      |         |            |         |            |  |  |
|                |                |                      |         | % votants  |         | % votants  |  |  |
| Blancs ou nuls | Blancs ou nuls | Blancs ou nuls       | 15 548  | 2,88 %     | 40 315  | 7,47 %     |  |  |
| Exprimés       | Exprimés       | Exprimés             | 524 999 | 97,12 %    | 499 324 | 92,53 %    |  |  |

### 1988
Après deux ans de cohabitation, Mitterrand affronte le Premier ministre Chirac lors de l'élection présidentielle de 1988. Le Pen obtient au premier tour un score jusque-là sans précédent pour un parti d'extrême droite. Au second tour, Mitterrand est facilement réélu.
En Moselle, François Mitterrand arrive en tête du premier tour avec 33,34 % des exprimés, suivi de Jean-Marie Le Pen (19,91 %), Raymond Barre (16,67 %), Jacques Chirac (16,26 %) et Antoine Waechter (4,82 %). Au second tour, les électeurs ont voté à 55,66 % pour François Mitterrand contre 44,34 % pour Jacques Chirac avec un taux de participation de 83,85 % des inscrits.
|                | PS                    | François Mitterrand | 178 707 | 33,34 %    | 297 217 | 55,66 %    |  |  |
|                | FN                    | Jean-Marie Le Pen   | 106 713 | 19,91 %    |         |            |  |  |
|                | SE                    | Raymond Barre       | 89 343  | 16,67 %    |         |            |  |  |
|                | RPR                   | Jacques Chirac      | 87 136  | 16,26 %    | 236 808 | 44,34 %    |  |  |
|                | Les Verts             | Antoine Waechter    | 25 855  | 4,82 %     |         |            |  |  |
|                | PC                    | André Lajoinie      | 21 881  | 4,08 %     |         |            |  |  |
|                | LO                    | Arlette Laguiller   | 16 341  | 3,05 %     |         |            |  |  |
|                | Communiste rénovateur | Pierre Juquin       | 7 521   | 1,4 %      |         |            |  |  |
|                | MPT                   | Pierre Boussel      | 2 481   | 0,46 %     |         |            |  |  |
|                |                       |                     |         |            |         |            |  |  |
|                |                       |                     | Nombre  | % inscrits | Nombre  | % inscrits |  |  |
| Inscrits       | Inscrits              | Inscrits            | 666 371 |            | 666 352 |            |  |  |
| Abstentions    | Abstentions           | Abstentions         | 118 730 | 17,82 %    | 107 642 | 16,15 %    |  |  |
| Votants        | Votants               | Votants             | 547 641 | 82,18 %    | 558 710 | 83,85 %    |  |  |
|                |                       |                     |         |            |         |            |  |  |
|                |                       |                     |         | % votants  |         | % votants  |  |  |
| Blancs ou nuls | Blancs ou nuls        | Blancs ou nuls      | 11 663  | 2,13 %     | 24 685  | 4,42 %     |  |  |
| Exprimés       | Exprimés              | Exprimés            | 535 978 | 97,87 %    | 534 025 | 95,58 %    |  |  |

### 1981
Lors de l'élection présidentielle de 1981, Giscard d'Estaing arrive en tête au premier tour et affronte, comme la fois précédente, Mitterrand. Pour la première fois, un président sortant est battu : Mitterrand devient le premier président de gauche de la Ve République.
En Moselle, Valéry Giscard d'Estaing arrive en tête du premier tour avec 34 % des exprimés, suivi de François Mitterrand (26,25 %), Jacques Chirac (16,23 %), Georges Marchais (11,8 %) et Brice Lalonde (3,77 %). Au second tour, les électeurs ont voté à 53,98 % pour Valéry Giscard d'Estaing contre 48,95 % pour François Mitterrand avec un taux de participation de 86,1 % des inscrits.
|                | UDF            | Valéry Giscard d'Estaing | 172 259 | 34 %       | 271 773 | 51,05 %    |  |  |
|                | PS             | François Mitterrand      | 132 988 | 26,25 %    | 260 554 | 48,95 %    |  |  |
|                | RPR            | Jacques Chirac           | 82 234  | 16,23 %    |         |            |  |  |
|                | PC             | Georges Marchais         | 59 771  | 11,8 %     |         |            |  |  |
|                | MEP            | Brice Lalonde            | 19 120  | 3,77 %     |         |            |  |  |
|                | LO             | Arlette Laguiller        | 12 577  | 2,48 %     |         |            |  |  |
|                | Divers droite  | Michel Debré             | 7 925   | 1,56 %     |         |            |  |  |
|                | Divers droite  | Marie-France Garaud      | 7 661   | 1,51 %     |         |            |  |  |
|                | MRG            | Michel Crépeau           | 6 845   | 1,35 %     |         |            |  |  |
|                | PSU            | Huguette Bouchardeau     | 5 258   | 1,04 %     |         |            |  |  |
|                |                |                          |         |            |         |            |  |  |
|                |                |                          | Nombre  | % inscrits | Nombre  | % inscrits |  |  |
| Inscrits       | Inscrits       | Inscrits                 | 634 162 |            | 634 071 |            |  |  |
| Abstentions    | Abstentions    | Abstentions              | 117 981 | 18,6 %     | 88 160  | 13,9 %     |  |  |
| Votants        | Votants        | Votants                  | 516 181 | 81,4 %     | 545 911 | 86,1 %     |  |  |
|                |                |                          |         |            |         |            |  |  |
|                |                |                          |         | % votants  |         | % votants  |  |  |
| Blancs ou nuls | Blancs ou nuls | Blancs ou nuls           | 9 543   | 1,85 %     | 13 584  | 2,49 %     |  |  |
| Exprimés       | Exprimés       | Exprimés                 | 506 638 | 98,15 %    | 532 327 | 97,51 %    |  |  |

### 1974
L'élection présidentielle de 1974 est une élection anticipée à la suite de la mort de Pompidou. Mitterrand, candidat unique de la gauche, est largement en tête au premier tour devant Giscard d'Estaing, qui distance lui-même Chaban-Delmas. Au terme d'une campagne animée, marquée par un débat télévisé tendu, Giscard d'Estaing l'emporte avec une très courte avance.
En Moselle, François Mitterrand arrive en tête du premier tour avec 42,43 % des exprimés, suivi de Valéry Giscard d'Estaing (38,6 %), Jacques Chaban-Delmas (11,82 %), Jean Royer (2,08 %) et Arlette Laguiller (1,84 %). Au second tour, les électeurs ont voté à 53,98 % pour Valéry Giscard d'Estaing contre 46,02 % pour François Mitterrand avec un taux de participation de 87,42 % des inscrits.
|                | PS             | François Mitterrand      | 186 298 | 42,43 %    | 208 416 | 46,02 %    |  |  |
|                | RI             | Valéry Giscard d'Estaing | 169 503 | 38,6 %     | 244 450 | 53,98 %    |  |  |
|                | UDR            | Jacques Chaban-Delmas    | 51 900  | 11,82 %    |         |            |  |  |
|                | SE             | Jean Royer               | 9 133   | 2,08 %     |         |            |  |  |
|                | LO             | Arlette Laguiller        | 8 097   | 1,84 %     |         |            |  |  |
|                | SE, écologiste | René Dumont              | 5 106   | 1,16 %     |         |            |  |  |
|                | MDSF           | Émile Muller             | 3 770   | 0,86 %     |         |            |  |  |
|                | FN             | Jean-Marie Le Pen        | 1 969   | 0,45 %     |         |            |  |  |
|                | FCR            | Alain Krivine            | 1 386   | 0,32 %     |         |            |  |  |
|                | NAR            | Bertrand Renouvin        | 731     | 0,17 %     |         |            |  |  |
|                | MFE            | Jean-Claude Sebag        | 656     | 0,15 %     |         |            |  |  |
|                |                |                          |         |            |         |            |  |  |
|                |                |                          | Nombre  | % inscrits | Nombre  | % inscrits |  |  |
| Inscrits       | Inscrits       | Inscrits                 | 524 855 |            | 524 792 |            |  |  |
| Abstentions    | Abstentions    | Abstentions              | 80 033  | 15,25 %    | 66 021  | 12,58 %    |  |  |
| Votants        | Votants        | Votants                  | 444 822 | 84,75 %    | 458 771 | 87,42 %    |  |  |
|                |                |                          |         |            |         |            |  |  |
|                |                |                          |         | % votants  |         | % votants  |  |  |
| Blancs ou nuls | Blancs ou nuls | Blancs ou nuls           | 5 713   | 1,28 %     | 5 905   | 1,29 %     |  |  |
| Exprimés       | Exprimés       | Exprimés                 | 439 109 | 98,72 %    | 452 866 | 98,71 %    |  |  |

### 1969
L'élection présidentielle de 1969 est une élection anticipée à la suite de la démission de De Gaulle. La gauche se lance désunie dans la course et, bien que Duclos (PCF) manque de le devancer, c'est le président par intérim Poher qui accède au second tour face à l'ex-Premier ministre Pompidou. Alors que Duclos refuse d'appeler à voter au second tour pour « bonnet blanc ou blanc bonnet », Pompidou est finalement largement élu.
En Moselle, Georges Pompidou arrive en tête du premier tour avec 50,86 % des exprimés, suivi de Alain Poher (25,75 %), Jacques Duclos (14,32 %), Michel Rocard (3,51 %) et Gaston Defferre (2,8 %). Au second tour, les électeurs ont voté à 60,57 % pour Georges Pompidou contre 39,43 % pour Alain Poher avec un taux de participation de 71,81 % des inscrits.
|                | UDR            | Georges Pompidou | 189 268 | 50,86 %    | 202 958 | 60,57 %    |  |  |
|                | CD             | Alain Poher      | 95 833  | 25,75 %    | 132 139 | 39,43 %    |  |  |
|                | PC             | Jacques Duclos   | 53 279  | 14,32 %    |         |            |  |  |
|                | PSU            | Michel Rocard    | 13 071  | 3,51 %     |         |            |  |  |
|                | SFIO           | Gaston Defferre  | 10 433  | 2,8 %      |         |            |  |  |
|                | LC             | Alain Krivine    | 6 092   | 1,64 %     |         |            |  |  |
|                | SE             | Louis Ducatel    | 4 183   | 1,12 %     |         |            |  |  |
|                |                |                  |         |            |         |            |  |  |
|                |                |                  | Nombre  | % inscrits | Nombre  | % inscrits |  |  |
| Inscrits       | Inscrits       | Inscrits         | 495 336 |            | 495 202 |            |  |  |
| Abstentions    | Abstentions    | Abstentions      | 115 316 | 23,28 %    | 139 577 | 28,19 %    |  |  |
| Votants        | Votants        | Votants          | 380 020 | 76,72 %    | 355 625 | 71,81 %    |  |  |
|                |                |                  |         |            |         |            |  |  |
|                |                |                  |         | % votants  |         | % votants  |  |  |
| Blancs ou nuls | Blancs ou nuls | Blancs ou nuls   | 7 861   | 2,07 %     | 20 528  | 5,77 %     |  |  |
| Exprimés       | Exprimés       | Exprimés         | 372 159 | 97,93 %    | 335 097 | 94,23 %    |  |  |

### 1965
L'élection présidentielle de 1965 est la première élection au suffrage universel direct à la suite du référendum d'octobre 1962. De Gaulle est mis en ballottage, à la surprise générale, par Mitterrand, candidat unique de la gauche. La campagne du second tour est axée sur l'Europe et les relations internationales ainsi que sur l'armement nucléaire. De Gaulle est finalement réélu avec une large avance.
En Moselle, Charles de Gaulle arrive en tête du premier tour avec 63,21 % des exprimés, suivi de François Mitterrand (18,7 %), Jean Lecanuet (13,81 %), Jean-Louis Tixier-Vignancour (2,37 %) et Marcel Barbu (1,06 %). Au second tour, les électeurs ont voté à 71,79 % pour Charles de Gaulle contre 28,21 % pour François Mitterrand avec un taux de participation de 86,38 % des inscrits.
|                | UNR            | Charles de Gaulle            | 259 048 | 63,21 %    | 290 843 | 71,79 %    |  |  |
|                | CIR            | François Mitterrand          | 76 613  | 18,7 %     | 114 314 | 28,21 %    |  |  |
|                | MRP            | Jean Lecanuet                | 56 575  | 13,81 %    |         |            |  |  |
|                | SE             | Jean-Louis Tixier-Vignancour | 9 723   | 2,37 %     |         |            |  |  |
|                | SE             | Marcel Barbu                 | 4 355   | 1,06 %     |         |            |  |  |
|                | PLE            | Pierre Marcilhacy            | 3 481   | 0,85 %     |         |            |  |  |
|                |                |                              |         |            |         |            |  |  |
|                |                |                              | Nombre  | % inscrits | Nombre  | % inscrits |  |  |
| Inscrits       | Inscrits       | Inscrits                     | 479 367 |            | 479 238 |            |  |  |
| Abstentions    | Abstentions    | Abstentions                  | 65 254  | 13,61 %    | 65 252  | 13,62 %    |  |  |
| Votants        | Votants        | Votants                      | 414 113 | 86,39 %    | 413 986 | 86,38 %    |  |  |
|                |                |                              |         |            |         |            |  |  |
|                |                |                              |         | % votants  |         | % votants  |  |  |
| Blancs ou nuls | Blancs ou nuls | Blancs ou nuls               | 4 318   | 1,04 %     | 8 829   | 2,13 %     |  |  |
| Exprimés       | Exprimés       | Exprimés                     | 409 795 | 98,96 %    | 405 157 | 97,87 %    |  |  |